# エリヴィラ・ナビウリナ
エリヴィラ・サヒプザドヴナ・ナビウリナ（エリビラ・ナビウリナ、ロシア語: Эльви́ра Сахипза́довна Набиу́ллина, ラテン文字転写: Elvira Sakhipzadovna Nabiullina, タタール語: Elvira Səxipzadə qızı Nəbiullina, 1963年10月29日 - ）は、ロシアの経済学者、政治家。ヴィクトル・ズプコフ内閣、ウラジーミル・プーチン内閣の経済発展貿易相、経済開発相、大統領補佐官を経て、2013年6月13日から、第6代ロシア連邦中央銀行総裁。バシコルトスタン共和国、ウファ出身のタタール人。

## 経歴・人物

### 生い立ちと初期の経歴
1963年10月29日、バシキール自治共和国ウファに生まれる。父サヒプザダ・サイトザダエヴィチは運転手。ウファ第31高等学校で優秀な成績を修め金メダルを受賞した。 
1986年モスクワ大学経済学部を卒業する。1990年モスクワ大学国民経済・経済思想史専攻。1989年にはナビウリナを含む4人の共同研究で『疎外された労働:過去と現在』を発表している。
1991年経済改革に関するソ連科学産業同盟（後のロシア産業家企業家同盟）委員会常任委員会理事会主任専門官。
1992年ロシア産業家企業家同盟理事会経済政策担当主任専門官、コンサルタント。1994年ロシア産業家企業家同盟専門研究所顧問。同年ロシア経済省に移り、経済改革部次長、経済規制部長。1995年経済改革部副部長。1996年経済改革部長、ロシア経済省幹部会員。1997年ロシア経済省次官。1998年プロムトルグバンク（現在のスヴャズノイ銀行）取締役会副会長。1999年ユーラシア評価サービス幹部取締役、戦略研究センター副理事長（理事長はゲルマン・グレフ経済開発貿易相）。2000年ロシア経済開発貿易省第一次官。2003年戦略研究センター理事長。

### 経済開発相、中央銀行総裁
2007年9月24日、ヴィクトル・ズプコフ内閣が成立すると、ゲルマン・グレフの後任として経済開発貿易大臣に任命された。グレフはサンクトペテルブルク出身の自由主義改革派に属し、法人税の税率引き下げや、土地の私有と売買の自由化など経済改革を推進した。このことが国家統制を強めるウラジーミル・プーチン大統領を頂点とするシロヴィキとの対立を生んだと観測された。
2008年5月12日に経済開発貿易省が経済開発（経済発展）省に改組されると初代経済開発大臣に就任した。
2012年5月22日、プーチン大統領が再登板すると、ロシア連邦大統領補佐官に任命された。
2013年3月12日、ロシア連邦中央銀行総裁に指名された。2013年4月9日、ロシア連邦議会下院国家会議は、ナビウリナの総裁就任を承認、6月24日付けで正式に就任した。G8諸国では初の女性中央銀行総裁である。
ナビウリナは銀行、金融政策面での経験が浅く、前任のセルゲイ・イグナチェフに顧問就任を要請した。また同様に経済開発貿易相、経済開発相が長く金融政策の経験の少なさから、経済界やアナリストは、プーチン大統領が金融緩和圧力を強め、ロシア連邦中央銀行の独立性が損なわれるのではないかと指摘する声もある。